# Franz Reinhard Golks
Franz Reinhard Golks (* 5. Januar 1953) ist ein deutscher Generalmajor a. D.
Golks wuchs in Schleswig-Holstein auf. In Hamburg besuchte er nach einer Ausbildung zum Offizier der Panzertruppe von 1984 bis 1986 die Führungsakademie der Bundeswehr und absolvierte einen Lehrgang zum Generalstabsoffizier. Außerdem studierte er Pädagogik. Er war Referent im Verteidigungsministerium und Dozent an der Führungsakademie der Bundeswehr. 2000 und 2001 nahm er an Auslandseinsätzen im Kosovo teil. Von 1999 bis 2002 war er zunächst G3 und anschließend Chef des Stabes des Wehrbereichskommandos III/7. Panzerdivision. 2009 leitete er im Vorfeld der Präsidentschaftswahl in Afghanistan Operationen der ISAF in Kabul.
Golks war von Oktober 2006 bis Oktober 2012 stellvertretender Befehlshaber im Wehrbereichskommando III in Erfurt. Danach war er Abteilungsleiter Planung im Kommando Streitkräftebasis in Bonn. Zum 1. September 2013 wurde Golks zudem stellvertretender  Kommandeur ISAF Joint Command in Kabul. Zum 30. September 2015 wurde Golks in den Ruhestand versetzt.
Golks ist verheiratet und Vater von drei Kindern. Seine Familie lebt im Rheinland.